# David Vunagi
Sir David Okete Vuvuiri Vunagi (5 de septiembre de 1950–7 de marzo de 2025) fue un obispo anglicano de las Islas Salomón y gobernador General de las Islas Salomón entre 2019 y 2024. Fue arzobispo de Melanesia y obispo de la diócesis de Melanesia central, de 2009 a 2015. Estaba casado y tuvo tres hijos.

## Biografía
Nació en Samasodou, en la provincia de Isabel. Estudió en la Escuela Secundaria KGVI, de 1968 a 1973. En 1976 obtuvo un Diploma en Educación en Ciencias en la Universidad del Pacífico Sur en Fiji, y un MB de Educación en Biología en la Universidad de Papúa Nueva Guinea en 1982. Antes de servir como sacerdote, fue maestro en la escuela gubernamental de KGVI y en el Colegio Selwyn de la Iglesia de Melanesia.
Vunagi obtuvo una Licenciatura en Teología en el St. John's College en Auckland, Nueva Zelanda, en 1990. Fue profesor en el Bishop Patteson Theological College Kohimarama, en las Islas Salomón, en 1992.
Se mudó a Canadá, donde fue sacerdote asistente en la parroquia de San Anselmo en la Diócesis de New Westminster, Columbia Británica, de 1996 a 1998. Obtuvo una Maestría en Teología en la Escuela de Teología de Vancouver, en 1998.
Luego regresó a las Islas Salomón, donde fue sacerdote en la Diócesis de Ysabel. En 1999, volvió a enseñar en el Selwyn College, donde fue director. Se convirtió en Secretario de Misión en la Sede Provincial de la Iglesia de Melanesia, en 2000. Vunagi fue elegido el mismo año Obispo de la Diócesis de Temotu, que fue hasta 2009. Fue consagrado como obispo e instalado como el tercer Obispo de Temotu el 6 de mayo de 2001. 
Fue elegido quinto arzobispo y primado de la Iglesia de la Provincia de Melanesia el 4 de marzo de 2009, en una junta electoral provincial, celebrada en Honiara, entronizado el 31 de mayo de 2009.
Asistió al Global South Fourth Encounter en Singapur, del 19 al 23 de abril de 2010, y también estuvo representado en la Global South Conference que tuvo lugar en Bangkok, del 18 al 20 de julio de 2012. 
Él dejó el cargo el 6 de septiembre de 2015, en una ceremonia que tuvo lugar en la Catedral de San Bernabé en Honiara, a la que asistieron los nueve obispos de la Iglesia Anglicana de Melanesia. Fue sucedido como Primado en funciones por Nathan Tome, obispo de Guadalcanal, el obispo principal de la provincia, hasta la elección del nuevo Primado el 12 de febrero de 2016. 
En junio de 2019, se convirtió en el único candidato para ser el próximo Gobernador General de las Islas Salomón, el representante virreinal de la Reina en el país, y asumió oficialmente el 7 de julio.